# Erugissa pachitea
Erugissa pachitea är en insektsart som beskrevs av Hamilton 2001. Erugissa pachitea ingår i släktet Erugissa och familjen Epipygidae. Inga underarter finns listade i Catalogue of Life.